# Leo Wiktor Frobenius
Leo Wiktor Frobenius (ur. 29 czerwca 1873 w Berlinie, zm. 9 sierpnia 1938 w Biganzolo) – niemiecki etnolog, archeolog i afrykanista. Jedna z ważniejszych postaci w niemieckiej etnografii oraz jeden z czołowych ekspertów w dziedzinie sztuki prehistorycznej, zwolennik dyfuzjonizmu. Przedstawiciel szkoły kulturowo-historycznej. Wprowadził pojęcie kręgu kulturowego (Kulturkreise). Jako jeden z pierwszych, prowadził systematyczne badania Afryki. Wyróżnił sześć głównych kultur afrykańskich, wskazując ich związki historyczne z kulturami basenu Morza Śródziemnego, zachodniej Azji, Indii i Melanezji.

## Życiorys
Leo Wiktor Frobenius urodził się w 1873 roku w Berlinie. Był synem pruskiego oficera Hermanna Frobeniusa. Ze względu na zawód swojego ojca, jego rodzina stale się przenosiła, a Frobenius nie uczęszczał do szkoły regularnie. Z tego powodu nie mógł podjąć studiów na uniwersytecie, ale stał się samoukiem. Bez ukończenia szkoły i formalnych kwalifikacji, odbył praktykę handlową w Bremie i pracował tam jako wolontariusz w muzeum etnograficznym, następnie w Bazylei i Lipsku. Kiedy jego niekonwencjonalna praca doktorska została odrzucona, zdystansował się do życia uniwersyteckiego i zajął się inną działalnością. Już w młodym wieku inspirowali go wielcy odkrywcy niemieccy. Był pod wrażeniem niemieckich afrykanistów: Heinricha Bartha, Gerharda Fohlfsa, Gustava Nachtigala, Georga Schweinfurtha. Interesowały go obce kultury i antropologia. Czytał dzieła Friedricha Ratzela i Adolfa Bastiana.

## Praca
Pierwsza praca naukowa Frobeniusa na temat pochodzenia kultur afrykańskich została wydana w 1898 roku, kiedy miał zaledwie 25 lat. W tym samym roku, z minimalnych funduszy afrykańskiego instytutu badawczego, założył archiwum Afryki w Berlinie. W 1897/1898 roku zdefiniował kilka kręgów kulturowych (Kulturkreise). W 1904 roku Frobenius podjął swoją pierwszą podróż badawczą do Afryki, która doprowadziła go do regionu Kasai (Kongo), a do roku 1918 podróżował w ówczesnym zachodnim i środkowym Sudanie, który obejmował znaczną część wschodniej i środkowej Afryki. Między 1904 a 1935 rokiem odbył dwanaście ekspedycji badawczych do Afryki. Podróżował zwłaszcza po Togo, Tunezji, Zambii, Sudanie i Kongo i opublikował wiele prac, w tym obszerną kolekcję afrykańskich opowieści ludowych. Jednocześnie rozwinął zasady „morfologii kultury”, w których kultury porównywał do organizmów. Centralnym pojęciem w jego teorii była paideuma, czyli dusza kultury. Pojęcia tego użył również w 1938 roku jako tytuł dla założonego przez siebie magazynu. Badał również ośrodki sztuki prehistorycznej w Alpach, Norwegii i Hiszpanii. Podczas pierwszej wojny światowej Frobenius spędził prawie cały rok w Rumunii. Podróżował z armią niemiecką w celach naukowych. Jego zespół przeprowadził badania archeologiczne i etnograficzne w kraju, jak również dokumentował codzienne życie etnicznie zróżnicowanych więźniów z obozu Slobozia. W 1920 roku archiwum kultury Afryki przeniósł z Berlina do Monachium, które od tego czasu stało się Instytutem Morfologii Kultury (Institut für Kulturmorphologie), i to z nim głównie związana była jego kariera akademicka. W 1925 roku przeniósł instytut do Frankfurtu nad Menem, gdzie wykładał antropologię kulturową na Uniwersytecie Johanna Wolfganga Goethego, odbył profesurę i w 1932 roku został honorowym profesorem. Ponadto w 1934 roku został dyrektorem nowo powstałego Miejskiego Muzeum Etnografii we Frankfurcie. W swoim czasie, gdy przebywał we Frankfurcie nad Menem, zorganizował pięć wypraw do Afryki (Sahara, Afryka Południowa), koncentrując się przede wszystkim na dokumentacji sztuki naskalnej. Jako badacz kulturowy i kolekcjoner, Frobenius, po każdym pobycie za granicą, zwykle wracał do Niemiec z pokaźnymi ilościami zdobyczy, artefaktów, dokumentów i pamiątek. W 1925 roku miasto Frankfurt nabyło jego kolekcję około 4700 kamiennych afrykańskich, prehistorycznych malowideł, które znajdują się obecnie w Instytucie Etnologii na Uniwersytecie we Frankfurcie nad Menem, który w 1946 na cześć badacza zyskał nazwę Instytutu Frobeniusa. Również wiele jego notatek terenowych i dokumentów wizualnych (rysunki, akwarele, zdjęcia), tworzonych nie tylko przez niego samego, ale również przez jego towarzyszy, zostały zachowane i są przechowywane w archiwach Instytutu Frobeniusa.

## Dziedzictwo
Frobenius był jednym z czołowych antropologów swego czasu, choć był postrzegany jako kontrowersyjny. Nie ograniczał się wyłącznie do etnograficznego opisu faktów, a jego prace na temat morfologii kultury wyrosły z głębokiej wiedzy na temat kultur pierwotnych. Powszechne uznanie zyskał jego zbiór danych etnograficznych i tradycji ustnej, jak również kompleksowa dokumentacja afrykańskich malowideł skalnych, które postrzegał jako cenną sztukę. Wyniki jego badań zostały opublikowane w ponad 50 książkach i licznych artykułach. Jego pisma opublikowane w kolekcii „Atlantis: Volksmarchen und Volksdichtung Afrikas” (vol. 6, 1921), były kanałem, przez który część tradycyjnych epickich opowieści z Afryki weszły do europejskiej literatury. Dotyczy to w szczególności eposu z Afryki Zachodniej „O lutni Gassire”.
Jako historyk, Frobenius starał się w swoich badaniach dotrzeć do zapewnienia historycznego tła dla cywilizacji, które niegdyś powszechnie były uważane za nieposiadające historii, ponieważ ich przeszłość nie była przedstawiona na żadnych pismach. W swoich pracach, Frobenius starał się nie tylko zrozumieć konkretne kultury, ale kulturę jako pewną całość, a tym samym historię świata i cywilizacji. Próbował zrozumieć i wyjaśnić siły oraz motywy, które doprowadziły do powstania kultury, prawa rządzące, relacje między człowiekiem a kulturą, a sens i cel rozwoju historycznego.
Frobenius i jego uczeń Adolf Ellegaard Jensen wykształcili szereg niemieckich etnologów. Pod wpływem nauki Frobeniusa znaleźli się między innymi profesorowie: Hans Rhotert (dyrektor Linden-Museum w Stuttgarcie), Adolf Friedrich (Uniwersytet Johannesa Gutenberga w Moguncji), Helmut Straube (Uniwersytet Ludwika i Maksymiliana w Monachium), Helmut Petri (Uniwersytet Koloński), Hertha von Dechend (Uniwersytet Johanna Wolfganga Goethego we Frankfurcie nad Menem) i doradca ONZ Heinz Wieschhoff. U Jensena z kolei studiowali: Adolf Friedrich, Horst Nightingele (Uniwersytet w Marburgu), Wolfgang Rudolph (Wolny Uniwersytet Berliński) i Eike Haberland (Uniwersytet we Frankfurcie).
Ze względu na studia historii Afryki, Frobenius jest postacią sławną w wielu krajach afrykańskich, nawet dzisiaj. W szczególności dzięki wpływowi Léopolda Sédara Senghora, jednego z twórców Négritude i pierwszego prezydenta Senegalu, który kiedyś stwierdził, że Frobenius „powrócił Afryce jej godność i tożsamość”. Również Aimé Césaire cytował Frobeniusa że ten chwalił ludność Afryki jako „cywilizowane do szpiku kości”. Z drugiej strony Wole Soyinka skrytykował Frobeniusa za jego schizofreniczne spojrzenie na sztukę Joruba w odniesieniu do ludzi, którzy ją stworzyli.
Choć Leo Frobenius był krytykowany przez niektórych badaczy i naukowców za jego niesystematyczne i dość romantyczne podejście do antropologii, miał niezwykłą osobowość i był w stanie wygenerować silne przedsięwzięcie publiczne w Afryce. Nie tylko zwrócił uwagę na wspaniałość kultur afrykańskich, ale także podkreślał ich historyczny wymiar.

### Afrykańska Atlantyda
W 1930 roku Frobenius twierdził, że znalazł dowody na istnienie zaginionego kontynentu – Atlantydy (afrykańska Atlantis). Według jego teorii uważa się, że ta cywilizacja istniała kiedyś w południowej Afryce i miała stanowić rdzeń kultury afrykańskiej oraz struktury społecznej. Frobenius swoją teorię oparł na odkrytych rzeźbach w rejonie Ile-Ife w południowo-zachodniej Nigerii. Rzeźby te zostały wykonane z brązu i z terakoty, a były tak naturalistyczne, że Frobenius uznał, iż nie mogą być wykonane przez Afrykanów, ale raczej przez jakąś nieznaną cywilizację. Uważał, że wielka cywilizacja istniała kiedyś w sercu Afryki i że stopniowo zniknęła. Dowody dla swoich koncepcji widział również w lokalnej roślinności, architekturze, a nawet w lokalnych mitach i baśniach. Jednakże znalezione przez niego artefakty zostały w późniejszym czasie przypisane przez archeologów do należących do kultury ludu Joruba.

### Kręgi kulturowe
Pod koniec XIX wieku w krajach niemieckojęzycznych istniały dwie sprzeczne doktryny w etnologii reprezentowane z jednej strony przez Adolfa Bastiana, z drugiej zaś przez Richarda Andree i Friedricha Ratzela. Oba stanowiska opierały się na tym samym założeniu, o tym, że obserwowane elementy kultury materialnej i psychicznej w identycznych formach można znaleźć w różnych rejonach świata – nawet tych odległych od siebie, wśród ludzi mówiących różnymi językami i różniącymi się rasami. Ewolucyjne założenia Bastiana stoją w opozycji do stanowiska propagowanego przez Ratzela i Andree, wedle których występowanie podobnych zjawisk kulturowych na świecie jest skutkiem migracji i bezpośredniego kontaktu kulturowego.
Opierając się na idei Andree, Ratzela i Heinricha Schurtza (nauczyciel Frobeniusa), Frobenius zrobił ogromny krok prowadzący do postępu w teorii kręgów kulturowych w swoich dwóch pionierskich pracach: „Der westafrikanische Kulturkreis” (1897) i „Der Ursprung der afrikanischen Kulturen” (1898). To właśnie w tej ostatniej pracy o pochodzeniu afrykańskiej kultury, zaprezentował i zdefiniował termin: krąg kulturowy. W swojej koncepcji odnosił się do kultur wykazujących podobne cechy, wskutek ich rozprzestrzeniania się na drodze dyfuzji. Wykazał on, że wiele elementów kultury materialnej i psychicznej w żaden sposób nie są rozrzucone losowo na całym świecie, ale zawsze występują w charakterystycznym połączeniu z innymi przejawami kultury. Rdzeniem metody kręgów kulturowych było porównanie kultur, a jej narzędziem była kartografia. Jednak w przeciwieństwie do innych etnologów niemieckich, którzy próbowali znaleźć źródło w konkretnym kręgu kulturowym śledząc tym samym poszczególne elementy kultury, Frobenius uważał, że wszystkie elementy kultury powinny być postrzegane w bardziej złożonym kontekście- w kontekście kultury rozumianej całościowo. Według niego tylko wtedy można zrozumieć skomplikowany historyczny charakter danej kultury. Ta idea została oparta na koncepcji dyfuzji kulturowej, która podaje, że pewne elementy kultury, zarówno rzeczy materialne, jak i zwyczaje, rozprzestrzeniają się do odległych społeczeństw. Chociaż koncepcja dotycząca kręgów kulturowych odgrywała ważną rolę, Frobenius w późniejszym czasie zdawał sobie sprawę z niedociągnięć metodologicznych w swoich wczesnych pracach. Teoria kręgów kulturowych została w późniejszym czasie rozwinięta przez Fritza Graebnera i Bernharda Ankermanna i stała się częścią teorii szkoły wiedeńskiej Wilhelma Schmidta.

### Morfologia kultury
Celem Frobeniusa było zrozumienie podstawowej natury kultury. Jego pierwszą książką w pełni poświęconą temu problemowi była: „Die naturwissenschaftliche Kulturlehre” (1899). W książce tej Frobenius starał się udzielić odpowiedzi na pytanie o charakter morfologii i rozwoju kultury. Jego koncepcja morfologii zakłada, że kultura może być postrzegana jako organizmy żywe w sensie biologicznym i że każda kultura jest przedmiotem prawa świata organicznego.
Odnotował trzy etapy w życiu kultury. Wierzył, że wzrost i upadek kultury działają na tej samej podstawie jak całe życie organiczne. Uważał, że kultury wyrastają jak nasiona, dojrzewają osiągając tym samym swoje apogeum, po czym zaczynają się starzeć i w końcu umierają.

### Paideuma
Książka Frobeniusa: „Die naturwissenschaftliche Kulturlehre” była zapowiedzią późniejszej koncepcji – teorii „paideuma” (dusza kultury), którą stworzył w 1921 roku. Frobenius stawiał sobie za cel zrozumienie duchowego centrum kultury, które wyznacza wszystkie działania kulturowe. To duchowe centrum określił za pomocą greckiego słowa – paideumą – duszą kultury, która przenika człowieka i nadaje jego działaniu kierunek oraz cel. Każdy ruch i każdy wyraz kultury jest związany z centrum duchowym. Frobenius twierdził, że kultury mają własne prawa, niezależnie od ludzi, którzy w nich żyją.
Czasopismo naukowe „Paideuma”, które Frobenius założył w 1938 roku, wydawane jest obecnie w Instytucie Frobeniusa na Uniwersytecie Goethego we Frankfurcie nad Menem. Wcześniej głównym celem tego magazynu był opis społeczeństwa i historii Afryki. Dziś jednak czasopismo „Paideuma” przeniosło swoją uwagę na inne tereny i koncentruje się głównie na wschodniej Indonezji i Oceanii.

### Instytut Frobeniusa
W 1898 Leo Frobenius założył w Berlinie „Archiwum Afryki” jako prywatną fundację. Po pierwszej wojnie światowej archiwum zostało przeniesione do Monachium, gdzie w 1920 przerodziło się w Instytut Morfologii Kultury. W 1925 Frobenius przeniósł ten instytut do Frankfurtu nad Menem, gdzie został przyłączony do Uniwersytetu Johanna Wolfganga Goethego. Od 1946 Instytut ten nosi nazwę swojego założyciela. Tradycyjnym tematem i głównym założeniem Instytutu Frobeniusa było poszukiwanie afrykańskich kultur i historii. Mimo że Instytut koncentrował się głównie na Afryce, podejmował również poszukiwania sztuki naskalnej w Hiszpanii, Włoszech, Francji i Skandynawii oraz prowadził badania na Półwyspie Arabskim, w Indiach, Azji Południowo-Wschodniej, Melanezji i Australii. Kolekcje Instytutu są wynikiem instytucjonalnej działalności zbierania i dokumentacji, które Frobenius rozpoczął w 1898. Po jego śmierci działania te są kontynuowane. Obecnie Instytut Frobeniusa rozszerzył swój krąg badawczy i jego szczególnym celem badań stały się obszary wschodniej Indonezji i Oceanii. Skupił się również na procesach zawłaszczania kultury w kontekście globalizacji. Instytut Frobeniusa jest ściśle związany z Uniwersytetem Johanna Wolfganga Goethego i współpracuje z Instytutem Etnologii oraz Muzeum Kultury Świata we Frankfurcie nad Menem.

## Publikacje
- Aus den Flegeljahren der Menschheit. Bilder des Lebens, Treibens und Denkens der Wilden. Gebrüder Jänecke, Hannover 1901
- Das Zeitalter des Sonnengottes. Georg Reimer, Berlin 1904
- Im Schatten des Kongostaates: Bericht über den Verlauf der ersten Reisen der DIAFE von 1904–1906, über deren Forschungen und Beobachtungen auf geographischen und kolonialwirtschaftlichem Gebiet. Berlin 1907
- Und Afrika sprach. Berlin 1912 (tłum.ang.: The Voice of Africa, London 1913)
- Der Völkerzirkus unserer Feinde. Eckart-Verlag, Berlin 1917 * Paideuma. Umrisse einer Kultur- und Seelenlehre. München 1921
- Atlantis– Volksmärchen und Volksdichtungen Afrikas. Veröffentlichungen des Instituts für Kulturmorphologie. Herausgegeben von Leo Frobenius. 12 Bände. Jena: Diederichs 1921–1928
- Kulturgeschichte Afrikas, Prolegomena zu einer historischen Gestaltlehre. Phaidon Verlag, Zürich 1933 (Reprint: Peter Hammer Verlag, Wuppertal 1998)
- Ursprung der afrikanischen Kulturen. Berlin 1898
- Vom Kulturreich des Festlandes (Dokumente zur Kulturphysiognomik), Berlin 1923
- Der Kopf als Schicksal. Wolff, München 1924
- Erythräa. Länder und Zeiten des heiligen Königsmordes, Atlantis-Verlag, Berlin / Zürich 1931
- Vom Schreibtisch zum Aquator. Frankfurt 1982 (eine kommentierte Anthologie mit Literaturverzeichnis).